# Koroğlu
Koroğlu (též psáno jen Koroglu nebo Körogly) je hrdinská opera o pěti dějstvích ázerbájdžánského skladatele Uzeira Abdula Husejn-oglyho Hadžibekova (Üzeyira Hacıbəyova) na libreto Habiba İsmayılova a Məmməda Səida Ordubadidira.

## Vznik a inscenační historie
Skladatel Uzeir Hadžibekov napsal v letech 1908–1915 šest oper integrujících domorodé umění pěvecké improvizace – mugamu – a vedle toho tři hudební komedie; tento soubor děl položil základy ázerbájdžánského hudebního divadla a první z nich, Lejli a Medžnun, zůstává základním dílem ázerbájdžánského repertoáru. Ve 20. letech 20. století, po bolševické revoluci, však jeho skladatelská aktivita poklesla: důvodem byly jeho pedagogické i administrativní závazky, ale rovněž razantně prosazované zásady revolučního umění – proletkultu, s nimiž nesouhlasil. Proletkult totiž považoval využívání lidových prvků (mugamů, domorodého pěveckého stylu, tradičních lidových nástrojů) ve vážné i populární hudbě za zpátečnické. Za doby stalinismu, tedy od počátku 30. let, nahradila estetiku proletkultu estetika socialistického realismu, která umožňovala částečný návrat tradičních folklórních elementů. Pro Hadžibekova to znamenalo možnost návratu k hudebně-dramatické práci, současně jej zostřující se politické podmínky nutily k vytvoření reprezentativního „oficiálního“ díla, aby unikl represím, které mu hrozily kvůli jeho protibolševické angažovanosti v době Ázerbájdžánské demokratické republiky (1918–1920) a kterým postupně padla za oběť řada jeho blízkých spolupracovníků (například režisér Abbase Mirza Šarifzade nebo pěvkyně Panfilija Tanailidiová).
Podle vzpomínek libretisty Koroğlua Məmməda Səida Ordubadidira s ním začal Hadžibekov původně počátkem 30. let 20. století pracovat na jiném tématu, zpracování pověsti o kováři Kavehovi a jeho boje proti krvelačnému, netvornému vládci Zakkakovi, na základě epizody z Firdausího Knihy králů z 10. století. Při práci na díle si však uvědomili, že tento námět by ve zostřující se společenské atmosféře mohl být nebezpečný. Proto obrátili pozornost k regionálnímu mýtu o pěvci Koroğluovi a jeho organizovaném odboji proti chánovi, který dal oslepit jeho otce. Tento námět byl přizpůsoben požadavkům sovětské bolševické ideologie a politiky (například v souladu se soudobou mezinárodně politickou orientací SSSR byli nepřátelé z Peršanů, jak tomu je v původní legendě, změněni na Turky, ačkoli přímým národnostním referencím se Hadžibekov vyhnul). Toto téma „dokonale vyhovovalo dobové mašinérii sovětské propagandy“ (A. Rezajev) a výběr Koroğlua za vzorového ázerbájdžánského národního hrdinu schválil na počátku 30. let 20. století sám Stalin v rámci propagandistického úsilí o vytváření „sovětského nacionalismu“ u menších národů SSSR. Libreto i hudba byly zpracovány tak, aby odpovídaly estetické doktríně socialistického realismu s důrazem na tři základní prvky – „stranickost“, „lidovost“ a „realismus“: předmětem opery je třídní boj chudých rolníků proti feudálům, hudba cílí na bezprostřední účinek a vychází buď z lidového umění, nebo z konzervativního vzoru evropského novoromantismu 19. století, lid v podobě sboru je dramaturgicky i objemově významným faktorem v opeře, v ději jsou potlačeny veškeré fantastické momenty vlastní původní literární legendě.
Podle vzpomínek Hadžibekovova spolupracovníka Ramazana Chalilova využil skladatel v opeře mnoho hudebního materiálu ze své první opery evropského stylu Šejch Senal, kterou napsal roku 1909 a brzy poté, na základě negativních ohlasů u publika, zničil.
Premiéra opery se konala 30. dubna 1937 v Baku. Prvním představitelem titulního hrdiny byl legendární ázerbájdžánský zpěvák Bülbül (vl. jm. Məmmədov Murtuza Məşədi Rza oğlu, 1897–1961). V roce 1938 (tj. v době vrcholu stalinských čistek mj. proti umělcům) byla představena na Dekádě ázerbájdžánského umění v Moskvě za přítomnosti Stalina. Ten byl dílem nadšen. Podle tradované anekdoty po představení při diskusi s Hadžibekovem reagoval na poznámku jednoho z členů svého doprovodu, že by Hadžibekov měl napsat ještě hrst takových oper, reagoval důrazným „Ne!“ a po pauze strnulému skladateli řekl: „Napište ještě dvě hrsti!“ Toto riziko již sice Hadžibekov nepodstoupil (do smrti už žádnou operu nenapsal), nicméně dostal za Koroğlua vzápětí Leninův řád a roku 1941 ještě Stalinovu cenu, jako vůbec první sovětský skladatel byl jmenován národním umělcem SSSR a roku 1944 dostal úkol vytvořit státní hymnu Ázerbájdžánské SSR.
V roce 1943 byla opera Koroğlu nastudována v Baku rovněž v ruském jazyce, další inscenace v originálním jazyce následovaly v letech 1959 a 1975. Opera prakticky neopustila repertoár bakuského operního divadla, které s ní hostovalo mj. v Tabrízu, Tbilisi, Kyjevě nebo Leningradě. Je – podobně jako jiná Hadžibekovova díla – na jeho repertoáru i v současnosti (2015). Nastudování mimo domácí půdu se omezila na stalinskou epochu (1939 a 1958 Ašchabad v turkmenštině, 1942 Jerevan v arménštině, 1950 Taškent v uzbečtině). Inscenace z roku 2009 však měla mezinárodní rozměr pro turkické národy; kyrgyzsko–turecko-ázerbájdžánsko-kazašsko-baškirsko-tatarská koprodukce měla premiéru 9. září 2009 v Biškeku a zavítala mj. do Almaty, Ankary a Baku.
V letech 1952, 1970 a 1985 vyšel klavírní výtah opery a byla vydána její gramofonová nahrávka.
Roku 1973 napsal na stejný námět operu Köroğlu turecký skladatel Ahmet Adnan Saygun na libreto Salahattina Batua. V kontrastu s Hadžibekovovou operou, jež je převážně hrdinsko-epická, se Saygunova opera soustředí na psychologické a lyrické stránky legendy; na rozdílu mezi těmito dvěma zpracováními je patrné, jak je námět Hadžibekovovy opery politicky deformován.
Protityranská slova Hadžibekova Koroğlua lze však (vzhledem ke skladatelovým známým protibolševickým sympatiím) vykládat i jako vzpouru proti stalinskému režimu. Hudba opery – zejména její často samostatně hraná předehra – se stala symbolem národní identifikace Ázerbájdžánců a stala se symbolem hnutí za nezávislost země na přelomu 80. a 90. let 20. století, které vyústilo ve vyhlášení nezávislosti Ázerbájdžánu na SSSR. Uvažovalo se o její adaptaci na novou ázerbájdžánskou hymnu (namísto dosavadní Hadžibekovy hymny Ázerbájdžánské SSR), nakonec však byla přijata hymna předrevoluční Ázerbájdžánské demokratické republiky, jejímž autorem byl ostatně rovněž Uzeir Hadžibekov.

## Charakteristika opery
Koroğlu je považován za Hadžibekovovo vrcholné dílo a centrální dílo moderní ázerbájdžánské opery. Sigrid Neefová shrnuje jeho téma takto: „Syn slepce přináši světlo do temných poměrů. Učí porobené kavkazské národy odporu a před jeho písněmi se otevírají i hradby feudálních pevností.“
Hadžibekov podobně jako ve svých dřívějších dílech usiloval o spojení tradiční ázerbájdžánské hudby s klasickou hudbou evropskou, avšak v této své poslední opeře mnohem syntetičtějším a promyšlenějším způsobem. Vyhýbá se přímým citátům nebo prosté nápodobě lidové hudby, ale zapojuje do opery její celkové harmonické, melodické a rytmické prvky.
Skladatel u hlavního hrdiny opery zdůraznil nejen jeho hrdinství, ale také jeho postavení lidového zpěváka, tzv. ašuga. Árie jsou sice prokomponovány a neponechávají mnoho prostoru pro improvizaci, přesto vycházejí z lidových vzorů a některé z nich mají přímo ustálenou lidovou formu – tak písně, které Koroğlu zpívá jako potulný zpěvák, patří na výslovnou žádost hostí k tradičním typům „gozallama“ a „šikasta“, píseň šaška ve 2. dějství patří k typu lidových žertovných písní zvaných „mejchan“. V orchestru zaujme bohaté využití lidových nástrojů: tar, kamanča, saz, zurna (surnaj), balaban, duduk a jiné. Mají různé specifické využití: například na tar se doprovází hlavní hrdina v převleku za lidového pěvce při zpěvu, dalekonosným jasným tónem zurny přivolává svého koně, lyricko-zpěvný tón duduku doprovází písně a zpěvy sboru.
Opera obsahuje velkou řadu sborů, což je důsledkem dobového ideologicko-estetického důrazu na „lidovost“ a „kolektivnost“ a současně na tradice ruské romantické opery (Musorgskij aj.) s velkým podílem sborového zpěvu. Přestože hudební materiál sborů v Koroğluovi má lidové kořeny, musel se Hadžibekov vyrovnat s nutností psát sbory polyfonně, zatímco ázerbájdžánská lidová píseň je striktně jednohlasá. Skladatel proto často hlasy vede v unisonu. Největším a nejpropracovanějším sborem opery je „Čanlibel“ z počátku 3. dějství. Oproti tomu velký důraz na tanec odpovídá tradicím ázerbájdžánské hudby a divadla, všechny akty obsahují tanec, ať dvorský, nebo lidový (např. typů „jallu“ a „džangi“), a i celá opera končí taneční scénou.
Hudebně-dramatickou stavbu zajišťuje síť příznačných motivů, což je znak západoevropské klasické tradice. Tyto krátké a výrazné motivy však často vyrůstají z intonačních postupů tradičního mugamu (např. typů „čahargah“, „rast“ a „šur“). V práci s nimi skladatel rozlišuje mezi dvěma světy svých postav: na konzervativní straně stojí feudálové, jejichž strnulé motivy se nemění, zatímo na druhé straně je lid a jeho hrdinové, jejich ohebné motivy prodělávají vývoj a podléhají proměnám a vzájemným kombinacím. Na dvou z těchto příznačných motivů je vystavěna i předehra opery: hrdinský motiv lidu se střídá s něžným motivem dívky Nigar.

## Osoby a první obsazení
| Postava                                                                                                   | Hlasový obor        | Premiéra (30. 4. 1937) |
| --- | ------------------- | ---------------------- |
| Rövşən, zvaný Koroğlu                                                                                     | tenor               | Bülbül                 |
| Alı, jeho otec                                                                                            | baryton             | …                      |
| Nigar, Rövşənova milá                                                                                     | soprán              | G. İsgәndәrova         |
| Hәsәn chán                                                                                                | baryton             | M. Bağırov             |
| Ehsan paša                                                                                                | tenor               | Ә. Zülalov             |
| İbraһim chán                                                                                              | bas                 | B. Mustafayev          |
| Hәmzә bek                                                                                                 | tenor               | Q. Hüseynov            |
| Šašek | tenor               | Q. İsgәndәrov          |
| Zpěvačka                                                                                                  | mezzosoprán         | …                      |
| Nadir | tenor               | …                      |
| Vəli | tenor               | …                      |
| Eyvaz | tenor               | …                      |
| Polad | tenor               | …                      |
| Lokaj | tenor               | …                      |
| Dva dvořané                                                                                               | tenor a baryton     | …                      |
| Tři hlasatelé                                                                                             | tenor, baryton, bas | …                      |
| Vesničané, pastevci, dvořané, tanečnice, starci, ženy, povstalci, Arméni, Kurdové, Lezgini (sbor a balet) |                     |                        |
| Dirigent:                                                                                                 | Dirigent:           | Uzeir Hadžibekov       |
| Režie: | Režie:              | İsmayıl Hidayәtzadә    |
| Výprava:                                                                                                  | Výprava:            | R. Mustafayev          |

## Děj opery

### 1. dějství
Je jaro, schyluje se k večeru. Avšak rolníci v horách jižního Ázerbájdžánu, na polích patřících místnímu feudálovi Hәsәn chánovi, musí ještě pracovat. Přitom si navzájem stěžují na krutého a prchlivého pána. Dva z nich, Nadir a Vəli, vyprávějí o tom, že Hәsәn chánovi muži opět vyrabovali statek jednoho ze sedláků, aby mohl jejich pán hostit další návštěvy (sbor Bu gözəl təbiət, bu şən mənzərə s duetem Dönmüşdür zəmanəmiz cəhənnəmə).
Ke všeobecnému zděšení Hәsәn chán právě přichází a jeho sluhové mu uvolňují cestu tím, že rolníky rozhánějí knutou. Hәsәn chán se svými pobočníky, İbraһim chánem a Hәmzә bekem, představuje své krédo: jen tyranstvím a bičem lze udržet dědičnou moc (Hәsәn chánův zpěv a scéna Qamçıdır saxlayan bu rəiyyəti… Xanların xanıyam, böyük bir xan). Do vesnice přišel proto, aby si vybral ze svého stáda nejlepšího hřebce, ale jeho pochopové zjišťují, že ošetřovatel jeho stáda, starý Alı, dal vyhnat celé stádo do hor na pastvu. Hәsәn chán zuří a obviňuje starce, že to učinil naschvál. Alı se brání (arioso Ortada yox idi heç bir məqsədim), ale Hәsәn chán přikazuje svým biřicům, aby ho za trest oslepili a navíc vyplenili jeho dům.
Když všichni odejdou, objeví se vystrašená dívka Nigar. Zlořečí Hәsәn chánovi za krutost, jíž se na Alım dopustil. Přitom očekává návrat z hor svého milého Rövşəna, Alıho syna, který je jediným světlem jejího života (recitativ a árie Şərir Həsən xan, zalım Həsən xan… Rövşəndir dünyada məni yaşadan). Vesničané přitom (bez ohledu na zmrzačení starého pastevce) hrají a tančí. Rövşən se vrací s milostnou písní na rtech o své Nigar (píseň Səni gördüm, aşiq oldum). Nigar mu zvěstuje, co se stalo jeho otci, a Rövşən a Nigar ihned vyzývají k pomstě a povstání; vesničané se připojují (duet se sborem Gərək bu gün edək qiyam). Lidé přivádějí Alıho, který stále opakuje, že stádo vyhnal na pastvu bez zlého úmyslu, a svému synovi říká, že se z něj nyní stal slepcův syn – Koroğlu. Rövşən-Koroğlu vyzývá lid: pohár trpělivosti s panským útlakem již přetekl, je třeba zahájit krvavé povstání a vystavět si vlastní pevnost, z níž by mohli útočit na pány. Vyzývá všechny, kdo chtějí, aby s ním odešli do hor, jen Nigar přikazuje, aby zůstala na místě a zpravila jej o všem, co chán chystá (árie Koroğlua Təngə gəldik, yox tavan a finále-sbor Hər bir yerdən—dağdan, daşdan).

### 2. dějství
Ve svém bohatě vyzdobeném přijímacím sále se Hәsәn chán chystá přijmout návštěvu jiného feudála, Ehsana paši; dosud byli nepřáteli, ale nyní, když poddaní povstali, s ním chce Hәsәn chán uzavřít účelové spojenectví proti vzbouřencům – už proto jej dnes musí bohatě pohostit (recitativ a árie Bu inqilab törədəni Asardım mən öz əlim ilən… Mina ibriqlərə şərab doldurun). Ehsan paša přichází a Hәsәn chánovi dvořané jej uvádějí a vítají (sbor Bizə xoş gəldin, paşa!). Ehsan paša a Hәsәn chán se přátelsky zdraví a navzájem ujišťují o míru a přátelství, i když oba mají postranní úmysly (duet Bizim dostluğumuz olduqca saf). Na pašovu počest tančí chánovy tanečnice. Sotva však dá Hәsәn chán k dalšímu poveselení povolat šaška, vtrhne do místnosti oddíl jeho zbrojnošů, zbitých a zakrvácených, kteří přítomným vypravují, jak na ně při výpravě k vymáhání daní z venkovanů zaútočilo Koroğluovo vojsko, odňalo jim ukořistěné platby a mnohé z nich pobilo (sbor Xan cənabları, xan cənabları!).
Hәsәn chán vykáže z místnosti ženy a kupce a zahájí bojovou poradu, jak s Koroğluem zatočit (arioso Məsələ olduqca çətin məsələ). Ehsan paša a dvořané navrhují velkou vojenskou výpravu, ale šašek, který mezitím dorazil se směje a navrhuje jiné, jednodušší řešení. Všeobecně se ví, že Koroğlu miluje svého skvělého koně Qırata. Pokud se ho podaří ukrást a přivést do chánova dvora, přilákají tím i hřebcova pána. Pak bude jednoduché Koroğlua přemoci třeba holýma rukama (šaškova píseň Koroğlunun bir atı var).
Lstivý nápad se všem líbí. K jeho provedení se hlásí Hәmzә bek a za odměnu si žádá Nigar, která je od začátku povstání držena v chánově paláci v zajetí. Tuto odměnu mu Hәsәn chán rád slibuje a svěřuje mu tento citlivý úkol. Pak dá Hәsәn chán předvést Nigar, ukazuje jí jejího budoucího ženicha a podrobně jí vysvětluje celý plán. Když všichni odejdou, nechá Nigar po chánovu podkoním Poladovi, rovněž protihәsәnovskému spiklenci, přivolat svého mladého bratra Eyvaze. V žalostném zpěvu si stěžuje na své zajetí a odloučení od milého (árie Hanı o günlərim, Səfalı dəmlərim?). Když Eyvaz přiběhne, posílá ho do hor k povstalcům, aby Koroğlua varoval, a spolu s Poladem a Eyvazem vyjadřuje naději na konečné vítězství.

### 3. dějství
Povstalci si utvořili pevnou základnu v horách Čanlibel („Rosnatá hora“). Zatímco muži jsou s Koroğluem na válečné výpravě, starci a ženy očekávají jejich návrat v pevnosti a zpěvem oslavují její nepokořitelnost a neporazitelnost svého vůdce (sbor Çənlibel ölkəm, hər yeri möhkəm, möhkəm).
Koroğluovo vojsko se vrací. Jeho velitel popisuje výpravu, v níž zpustošili zem náležející chánovi, a rozpaluje své bojovníky, aby pod záštitou jeho meče Misri nikoho nešetřili: své nepřátele oběsí na jejich střevech a vystavějí hromady z jejich mrtvol (zpěv Koroğlua se sborem Darmadağın eyləmişəm xanın qoşunlarını… Mərd igidlər nərə çəksin davada). Poté Koroğlu přivádí a představuje houf chudých lidí ze sousedních národů – Arménů, Gruzínců, Kurdů – kteří rovněž nesnesli útlak ve svých domovech a chtějí se přidat k povstání. Ostatní povstalci je přijímají mezi sebe – v Čanlibelu má místo každý, kdo uprchnul před tyranstvím feudálních pánů (recitativ Koroğlua a sbor Xanlarından zülm görmüş ermənilər, gürcülər… Hər kəs olsa yoxsuldan).
Mezi lidmi se objeví Hәmzә bek v přestrojení za chudáka a žadoní o trochu vody. Povstalci mu však nedůvěřují, vyhánějí ho a chtějí ho zbít. Koroğlu je však zadrží a Hәmzә bek mu tvrdí, že i on uprchl před chánovou krutostí – a že se zvláště vyzná v opatrování koní. Koroğlu mu svěří péči o Qırata. Povstalci jsou nenadálou Koroğluovou důvěřivostí překvapení a varují ho, že cizinec může být chánovým zvědem (sbor Rövşən, sən əbəs yerə eylədin bunu qəbul). Ale Koroğlu spoléhá na to, že by se o takovém záměru dozvěděl od Nigar – a vzpomínka na ni mu připomene jejich bolestné odloučení, které musí nést, aby mohl splnit svůj cíl a porazit Həsən chána (recitativ a árie Cəsus olsaydı əgər, verərdi xəbər Nigar… Sevdim səni mən, ey Nigarım).
Lidé se shromáždí k družnému tanci a poté upevňují svou sounáležitost přísahou (hymnus Əhdimiz üstə durduq). Rozejdou se, když se setmí a začne déšť, který přechází v bouři. Toho využije Hәmzә bek – vyvede nestřeženou branou Qırata, nasedne na něj a spěchá pro svou odměnu – Nigařinu ruku. Když začnou stráže velitelova bojového hřebce pohřešovat, vypukne velký chaos, ale na bekovo dopadení je již pozdě (finále Qırat oğurlandı).

### 4. dějství
Hәsәn chán ve společnosti İbraһim chána a Ehsan paši oslavuje ve svém paláci zdar lstivé výpravy. Krásná dívka zpívá dráždivou píseň (píseň zpěvačky a sboru Saqi, bənure-badə bərəfruz cami-ma), následuje svůdný tanec (balet a sbor Gözəl xanım, sən mənim canım, naz eyləmə). V tom se objeví Koroğlu převlečený za potulného pěvce – ašuga. Hәsәn chán jej vítá nerudně, protože se pěvec nepoklonil, ale Koroğlu se vymluví a na chánův pokyn hned prokazuje své pěvecké schopnosti v melancholické milostné písni, k níž se doprovází na saz (Səni gördüm, aşiq oldum).
Um neznámého pěvce sklidí u shromážděného panstva pochvalu, Hosté si žádají, aby zazpíval oslavnou píseň typu gozallama, a hledají vhodné téma. Koroğlu se chce dozvědět, zda je jeho kůň skutečně zde, a proto navrhne zazpívat píseň o zázračném koni Qıratovi (Eşitsin xanlar, paşalar!). Hәsәn chán se neudrží a pochlubí se, že Koroğluův kůň se nyní nachází v jeho moci; na důkaz svého tvrzení posílá podkoního Polada, aby Qırata přivedl ze stáje.
Na výzvu Ehsan paši zpívá Koroğlu další píseň, šťastnou milostnou šikastu (Nazlı yarım, vəslə çatdım). Při zpěvu této písně vstoupí nepozorován Hәmzә bek. Ihned pozná v pěvci Koroğlua a varuje pány; ti ihned povolávají stráže, které neozbrojeného hrdinu přemůžou a spoutají. Hәsәn chán triumfuje, raduje se a slibuje povstalci bolestivou smrt (árie Axtarırdım səni göydə, yerdə düşdün əlimə). Pak se obrací k Hәmzә bekovi a předává mu slíbenou odměnu – Nigar jako manželku. Dvořané ji přivádějí a Koroğlu se mučí myšlenkou, že jej jeho milá zradila – toto obvinění jí metá do očí, jakmile se objeví. Šašek se připlete mezi ně a připomíná, že to byl on, kdo dal chánovi dobrou a účinnou radu (píseň  Nay, nay, nay!).
Vstoupí lokaj a oznamuje, že byl chycen posel, který měl donést tajnosti z chánova dvora do Čenlibelu. Stráže přivádějí Eyvaze, který nechce prozradit, kdo ho poslal. Hәsәn chán přivolává kata, aby z Eyvaze vynutil přiznání mučením, ale Nigar běží ke svému bratrovi a přiznává se, že jej vyslala ona. Obžalovává přítomné velmože z tyranství a hrozí jim, že pomsta se již blíží a lid bude brzy svoboden (recitativ a árie Nigar Qoyun mən deyim… Bir görün, mən sizə nə deyəcəyəm hələ). Dvořané ji obviňují ze zrady a žádají její smrt; i láska Hәmzә beka se náhle mění v nenávist a Nigařin nápadník se na dívku vrhne s dýkou v ruce.
V tomto okamžiku Koroğlu přetrhne svá pouta, osvobodí se a vezme stráži kyj, kterým pak udeří Hәmzә beka do hlavy a usmrtí jej. Nato využije všeobecného zmatku, vyhoupne se do sedla Qırata a podaří se mu proniknout strážemi a ujet. Hәsәn chán a Ehsan paša zuří, ale Nigar a Eyvaz Koroğluovi provolávají slávu. Hәsәn chán rozkazuje za trest utít hlavy Nigar, Eyvazovi i podkonímu Poladovi, který Koroğluův útěk usnadnil, a potrestat i všechny jejich příbuzné (finále Ay tutun, qoymayın!).

### 5. dějství
Na prázdné náměstí s popravištěm shánějí Hәsәn chánovi hlasatelé lid, aby přihlížel popravě tří zločinců (tercet Ya əyuhənnas! Ya əyuhənnas!). Lid není nucenou účastí nadšen a reptá proti svému pánu, zatímco Hәsәn chán, İbraһim chán a jejich dvořané hrozí trestem každému neposlušnému (sbor Gündə-gündə baş kəsilməz… Olsa xain xana hər kəs). Poté lid obrátí a prosí o milost pro mladé provinilce (sbor Gəl rəhm et, ey xan, bu cavanlara), ale Hәsәn chán, İbraһim chán, Ehsan paša a ostatní dvořané ještě stupňují hrozby, zatímco lid na ně volá pomstu (ansámbl Etsə hər kəs xana üsyan). Hәsәn chán káže, aby byla jako první popravena nejprovinilejší z nich, Nigar.
Právě když Nigar vystupuje na popraviště, vpadá na náměstí mocné vojsko Koroğlua. V krátké potyčce je nepřipravený Hәsәn chánův oddíl zcela rozprášen. Lidé slaví svého vojevůdce a hrdinu, zatímco Koroğlu a osvobozená Nigar spočinou v objetí (sbor Afərin! Afərin!, duet Sevimlim, sevgilim, ayrı düşdün məndən, závěrečný sbor Nə şənli, şənli bayram a tanec).

## Diskografie
- 1970/80 (CD 2001, AICD 1306 – AICD 1307) Zpívají: (Koroğlu) Lutfiyar Imanov, (Nigar) Firangiz Ahmadova, (Alı) M. Badirov, (Hәsәn chán) A. Bunyadzade, (İbraһim chán) D. Gafarov, (Hәmzә bek) Nadir F. Mehdiyev, (Vəli) K. Mehdiyev, (Ehsan paša) M. Topchiyev, (Polad) I. Mammadov, (Eyvaz) Y. Rezayev, (šašek) K. Mammadov, (zpěvačka) R. Jabbarova. Orchestr a sbor Ázerbájdžánského státního divadla opery a baletu řídí Niyazi Zülfiqar oğlu Hacıbəyov.[15]